# Metro 2033
Метро 2033 је видео игра из 2010. године у жанру пуцачина из првог лица (енгл. First person shooter, FPS), преживљавања и хорора, развијена од стране компаније 4A Games и објављена од стране THQ. Прича је базирана на истоименом роману Дмитрија Глуховског, где су преживели нуклеарног рата пронашли уточиште у метро тунелима Москве. Играчи контролишу Артјома, човека који мора да спаси своју станицу од опасности које вребају у метроу. У игри, играчи се сусрећу са људским и мутираним непријатељима, које могу убити разноврсним оружјем. Играчи такође морају носити гас-маску како би истраживали подручја загађена радијацијом, како под земљом тако и на површини.
„Метро 2033” је био први наслов за студио 4A Games, чији оснивачи су имали искуства у раду на игри S.T.A.L.K.E.R.: Shadow of Chernobyl у GSC Game World. Глуховски је изабрао 4A Games да адаптира његов роман због локације студија у Украјини и њиховог искуства у развоју пуцачина из првог лица. Глуховски је дозволио студију велику креативну слободу. 4A Games је усмерио своје напоре на причу и атмосферу, намерно избегавајући мултиплејер гејмплеј ради постигнућа њиховог циља. Игра је покретана студијевим сопственим 4A Engine-ом. Први пут је најављена 2006. као „Metro 2033: The Last Refuge”.
Игра је изашла у марту 2010. за Microsoft Windows и Xbox 360. Критичари су игру оценили позитивно, хвалећи њене хорор елементе, детаљно окружење и интересантну причу. Међутим, игра је такође критикована због багова и вештачке интелигенције. „Метро 2033” је био приходан за THQ, продајући више од 1,5 милиона примерака до јуна 2012., иако је издавач осетио да су пожурили са маркетишком кампањом. Наставак под називом „Metro: Last Light” изашао је 2013., а Deep Silver је стекао права на издавање од THQ-а након њиховог банкротирања. Ремастер верзија под називом „Metro 2033 Redux” изашла је 2014. за Microsoft Windows, PlayStation 4 и Xbox One. Ремастер верзија је такође укључена у компилацију под називом „Metro Redux” која садржи и „Metro 2033 Redux” и „Metro: Last Light Redux”. Трећа инсталација, „Metro Exodus”, изашла је 2019.

## Играње игре
„Metro 2033” је пуцачина из првог лица. Већински је смештена у тунелима Московског метроа, иако се неки делови одвијају на површини, у рушевинама Москве. Прича се преноси кроз линеарну кампању за једног играча, а важни тренутци приче приказани су међусценама.
Непријатељи, како људи тако и мутанти, могу бити убијени различитим ватреним оружјем. У игри се налазе традиционална оружја као што су револвер, аутоматске пушке и шотгани, као и иновативнија оружја као што је пнеуматски самострел. У пуцњавама, људски непријатељи се крију и обилазе играча, док мутанти остају на отвореном и покушавају их угристи. Алтернативно, играч може користити прикрадање да би избегао своје непријатеље или их убио тихо. То се може постићи коришћењем ножа за бацање да би се убио непријатељ из даљине, или пуцањем у непријатеља коришћењем пригушивача. Играч може повратити животне поене чекајући да се обнове сами од себе, или коришћењем мед-кит-а да се одмах излечи. Игра има минималистички приказ информација (HUD). Информације о игрању се презентују играчу путем аудио и визуелних сигнала. На пример, играчи морају прегледати своје оружје да виде да ли им понестаје муниције и стога морају да напуне оружје.
Пошто игра има велики фокус на преживљавању у хорор амбијенту, играч често има мало муниције и мора да прибавља снабдевање из скривалишта или са тела мртвих. Битна снабдевања су муниција калибра 5.45×39mm (позната као „војна муниција” у игри), која је такође основна валута у тунелима. Ова муниција може бити замењена за оружја и надоградње, или коришћена директно као јачи метци од других прибављених. Пошто већина тунела има мало или нема светла, играч може користити батеријску лампу да истражи тамна подручја. Међутим, батеријска лампа мора бити напуњена пуњачем како би остала ефикасна. Играч такође мора користити гас-маску да би истраживао подручја загађена радијацијом, како под земљом тако и на површини. Гас-маска може бити оштећена у борби, што играча присиљава да нађе замену. Преживљавање играча такође зависи од сталне замене њиховог филтера за ваздух, које могу надгледати прегледом Артјомовог ручног сата.
Кроз игру, постоје одређени морални избори који могу бити направљени. Ако играч показује саосећање према људима који живе у тунелима, на пример дајући бескућницима неку војну муницију, можда ће бити у могућности да види различиту сцену на крају игре. Ови морални избори никада нису експлицитно поменути, и могуће је прећи кроз игру без знања о њиховом постојању.

## Синопсис

### Окружење
„Метро 2033” се одвија у граду Русије, Москви, 20 година након глобалног нуклеарног рата 2013. године. Москва је постала пустош испуњена убицама мутантима и озраченим ваздухом и ненасељива за људе без заштитне опреме. Преживело становништво сада живи у Московском метроу, који је описан као лавиринт железничких пруга, тунела и бункера. Унутар метроа, храна, вода и снабдевање су ретки што је довело до формирања факција. Најпознатије су „Ханза”, „Црвена Линија” и „Ренџери Реда”. Метро је оштећен, на неким местима неопходан је универзални пуњач како би активирали одређена врата или прекидаче. Друга подручја метроа такође су озрачена и испуњена водом или урушена. Нека подручја садрже аномалије или надприродне феномене који могу изазвати психичку штету онима који им буду изложени. На површини, град је пуст, ваздух и вода су загађени радијацијом, а скоро све је покривено ледом и снегом. Иако ненасељив за људе, површина је дом за многе мутанте, посебно Тамне. Општи тон који игра покушава да представи је мрачан и меланхоличан осећај, као и приказ мизерних живота људи који су преживели велики рат.

### Радња
У 2013. години, нуклеарни рат опустошио је планету Земљу, уништавајући милијарде живота. Међу погођеним нацијама је и Русија, укључујући сада пусте рушевине Москве. Шака преживелих успева да се сакрије у метро систему, сакупљајући резервне делове и гајећи гљиве за храну. Животиње као што су пацови или медведи мутирале су у ужасна чудовишта, док је ваздух на многим местима постао тешко озрачен и немогуће је преживети без гас-маске. Постоји константно стање рата између стаљиниста и нациста, док разбојници користе прилике и отимају заробљенике и било какве облике снабдевања у метро тунелима. Ренџери су неутрална снага мира унутар Метро система.
До 2033. године, северна станица ВДНХ, сада названа Изложба, нападнута је мистериозним створењима која се зову Тамни. Елитни Ренџер по имену Хантер захтева подршку од 24-годишњег преживелог по имену Артјом (руски: Артём), усвојеног сина команданта станице. Пре него што отпутује да прати Тамне, Хантер даје Артјому своје војне ознаке и каже му да их представи његовим надређенима у Полису, „престоници” Метро система.
Следећег дана, Артјом се пријављује као стражар за каравану која креће ка Ришкој, суседној станици. Путем, посада је онемогућена психичким нападом, али Артјом није погођен. Након што караван достигне безбедно место, Артјом среће Бурбона, шверцера који му нуди да га одведе до Полиса. Двојица се крећу кроз неколико станица и тунела, и чак пролазе кроз површину саме Москве, пре него што Бурбон бива убијен од стране разбојника. Путник по имену Хан тада спасава Артјома. Након што Артјома провезе кроз уклете тунеле и станицу под опсадом, Хан саветује Артјому да нађе свог контакта Андреја Ковача, који живи под контролом Црвене Линије, стаљинистичког режима. Уз помоћ Андреја, Артјом се искрада из територије Црвене Линије, али је затим заробљен од стране њихових непријатеља, неонацистичког Четвртог Рајха.
Артјом је спасен од погубљења од стране два Ренџера, Павела и Улмана, пре него што Павел касније умире проводећи Артјома изван територије Рајха. Сада путујући сам, Артјом наилази на групу преживелих који покушавају да зауставе хорду мутаната да стигне до Полиса. Иако не успевају, Артјом успева да спасе младог дечака пре него што побегну, а бранитељи помажу Артјому да стигне на површину. Тамо се поново среће са Улманом, који га води да се сретне са Милером, пуковником Ренџера у Полису.
Полисова власт на крају одбија да помогне Изложби. Међутим Милер каже Артјому његов резервну план: ракетни систем који је познат као Д6 који би могао уништити рој Тамних у Ботаничкој башти. Да би нашли пут до Д6, Милер каже Артјому да га нађе у Московској државној библиотеци да потраже мапу. Када се одлази до библиотеке, Артјом је принуђен да настави самостално, избегавајући мутанте. Напослетку налази мапу и бежи уз помоћ Милера и Улмана. Они регрутују Артјома као Ренџера, који се придружује операцији да пронађе и поново активира командни центар Д6. Након њиховог успеха, Артјом и Милер се пењу на Останкино торањ да инсталирају ласерки систем навођења. Убрзо након тога, Артјом доживљава живописну халуцинацију коју је изазвао Тамни.
Након халуцинације, постоје два могућа завршетка у зависности од избора играча током игре. У истинском завршетку, Артјом дозвољава да ракете пуцају, уништавајући Тамне. Алтернативни завршетак даје Артјому избор да уништи уређај за ласерско навођење, схватајући у последњем часу да Тамни користе халуцинације да остваре мирни контакт. Овај завршетак је доступан само ако је играч извршио одређена дела саосећања, као што је помагање људима и не бежање од Тамних у различитим халуцинацијама.

## Развој
„Метро 2033” је направио украјински студио 4A Games, основан око 2005. године. Оснивачи су радили у GSC Game World, раније једином већем гејминг студију у Украјини, творцима игре S.T.A.L.K.E.R.: Shadow of Chernobyl. Након изласка S.T.A.L.K.E.R-а, Андреј Прохоров је напустио GSC због неслагања са менаџментом, помажући да се оснује 4A Games као директор. Извршни директор GSC-а је такође отпустио читав уметнички тим након изласка S.T.A.L.K.E.R-а, и скоро сви запослени су прешли да раде у 4A.
Игра је заснована на истоименом роману Дмитрија Глуховског. Глуховски је био инспирисан књигама Роџера Желазног и Реја Бредберија, као и првим Fallout игром. Годинама пре него што је Глуховски добио понуду за објављивање књиге 2005. године, поставио је манускрипту романа на свој лични вебсајт, што је навело бројне гејминг студије да му приђу с понудом за потенцијалну адаптацију његовог дела. Глуховски је био отворен за идеју да студији креирају нова поглавља у његовој серији Метро, описујући ово као "част једнаку томе да се књига прилагоди за филм", и надајући се да ће то проширити публику за његову фикцију. Такође је сматрао да би адаптација игре омогућила њему да се фокусира на друге пројекте, остављајући универзум Метроа у пажљивом старању других уметника.
Глуховски је на крају одабрао 4A Games јер су делили „источноевропски менталитет”, обоје имајући непосредно разумевање колапса Совјетског Савеза. Такође је био импресиониран претходним радом тима, као и њиховом понудом да адаптирају Метро као пуцачину из првог лица, будући да књига открива мисли протагониста (иако је написана у трећем лицу). Глуховски је дао 4A Games-у велику креативну слободу, уз сигурност да игра буде верна његовој причи, темама и значењу, чак је и поново писао дијалоге за руску верзију игре. Према Глуховском, главна тема Метроа 2033 је ксенофобија, посебно људска реакција на мистериозне Тамне. Глуховски је такође видео као причу о сазревању за протагониста Артјома, као младог човека који покушава да пронађе смисао свог живота. Игра садржи политичку сатиру и друштвену критику, посебно о савременој Русији, али то није било намењено као фокус игре. Игра се разликује од књиге по томе што нуди два завршетка, што је Глуховски сматрао занимљивим избором да се пружи играчу.
Игра користи 4A Engine, сопствени гејминг енџин који је развила компанија 4A Games. Развили су га програмери Олес Шишковцов и Олександр Максимчук, који су претходно радили на X-Ray енџину за серијал S.T.A.L.K.E.R. Григорович је осудио 4A Games за коришћење верзија X-Ray енџина пре него што је пуштен у рад, али Шишковцов је одговорио одбацујући то. Прво, GSC енџин није радио на кућним конзолама, за разлику од 4A енџина који је био дизајниран с тим на уму. Шишковцов је такође описао како је 4A Engine почео као његов пројекат из због фрустрације с X-Ray енџином, пре него што је проширио свој пројекат са тимом из 4A Games-a.
Циљ студија био је да се фокусира на атмосферу и причу, великим делом инспирисану игром Half-Life 2. Надали су се да ће њихов фокус на причу помоћи игри да се истакне од других постапокалиптичних наслова као што су S.T.A.L.K.E.R и Fallout. Произвођач Хув Бејнон је изјавио да је њихов циљ да свака сцена допринесе наративу игре, описујући то као „филмско”. Пошто није било практично претворити сваку важну тачку у међусцену, студио се уместо тога трудио да креира имерзивну атмосферу користећи околину за причање приче и случајне разговоре. На пример, споредни карактери имају своје дневне рутине и често причају међу собом. Тим је такође укључио доста мирних тренутака који нису борбени, да би побољшао разноврсност, темпо и осећај откривања. Одлучили су се за минималистички HUD да би задржали играча упућеним у свет игре са мање одвлачења пажње. Уместо тога, игра поставља многе од својих наговештаја у окружење, тако што на пример играч види своје циљеве отварањем Артјомовог дневника у игри. Тим је такође усмерио своје ресурсе искључиво на синглплејер искуство, намерно избегавајући било какве мултиплејер додаке.

## Маркетинг и објављивање
У августу 2006. године, 4A Games је први пут објавио игру као „Metro 2033: The Last Refuge”, за PC и PlayStation 3. Дин Шарпе из THQ-а видео је ране снимке игре на сајму, сасвим случајно у време када је такође промовисао S.T.A.L.K.E.R.: Shadow of Chernobyl. Шарпе је био импресиониран радом 4A Games-a и убедио је THQ да постане њихов издавач, што је касније довело до његовог прикључења 4A Games-у као извршни директор. THQ је званично објавио партнерство у октобру 2009. године, откривајући игру сада преименовану у „Метро 2033” за PC и Xbox 360. Одлука да се прескочи PlayStation 3 била је пословна одлука за THQ, а не техничко ограничење. Метро 2033 је био објављен за продају на Steam-у понудом игре Red Faction: Guerrilla са претпродајом. THQ је такође издао Limited Edition за игру, која укључује диск са игром, четири уметничке картице и реплику аутоматсег пушке из игрице.
Игра је објављена 16. марта 2010. у Северној Америци, и 19. марта 2010. у Европи. Одмах након изласка игре, студио је најавио да је започео развој садржаја за преузимање (енгл. сраћеница DLC) за „Метро 2033”. Садржај је касније откривен као „Ranger pack”, који је додао два нова оружја, као и Ranger режим који је уклонио HUD, смањио количину муниције, док је повећао штету. Пакет је објављен 3. августа 2010.
Годину дана након изласка игре, потпредседник THQ-а, Дени Билсон, признао је да игра није била "адекватно подржана у свим областима", истичући проблеме са развојем производа и маркетингом. Билсон је такође описао игру као „сироче пасторче”, јер је уговор о издавању са 4A Games потписан касно током развоја, остављајући мање времена за адекватну промоцију пре издавања.

### 2033 Redux
22. маја 2014. године, најављена је ремастер верзија под називом „Metro 2033 Redux”, која је укључивала ажурирања 4A Engine-а из развоја наставка игре, „Metro: Last Light”. Ова ажурирања су довела до графичких промена као што су унапређено осветљење, анимације и ефекте честица, као и динамичко време. Ово је такође омогућило промене у игрању из Last Light-а, укључујући побољшане контроле, борбу, механику шуњања и вештачку интелигенцију. Додате су и функције из Last Light-а у 2033, као што су тихе ликвидације, прилагођавање оружја и могућност брисања стакла на гас-маскама. Redux верзија је објављена 26. августа 2014. у Северној Америци, и 29. августа 2014. у Европи за Microsoft Windows, PlayStation 4 и Xbox One. Ремастер верзија је такође довела до компилационог пакета са обе игре, 2033 Redux и Last Light Redux, под заједничким насловом „Metro Redux”. Ремастероване верзије двеју игара објавио је Deep Silver. Демо верзија 2033 Redux, која омогућава играчима да прођу кроз прву трећину игре, објављена је за PlayStation 4 и Xbox One 2. јуна 2015. „Metro 2033 Redux” је касније објављен за Nintendo Switch 28. фебруара 2020. и на Stadia-и 23. јуна 2020.

## Наставци
Наставак, „Metro: Last Light”, објављен је 2013. године. Прича наставља догађаје из оригиналне игре и не прати директне линије приче из књиге „Metro 2034”. Deep Silver је преузео права на објављивање од THQ-а након што су прогласили банкрот. Трећи наставак, „Metro Exodus”, објављен је 2019. године.